# 赵文芝 (1955年)
赵文芝（1955年—），中华人民共和国政治人物，曾任北京市交通委主任、党组书记，北京市政协副主席、党组副书记。